# Academia de Infantaria de Toledo
A Academia de Infantaria é um centro de formação militar do Exército espanhol situado na cidade de Toledo. O centro se encarrega de oferecer formação básica, especialização e formação de oficiais, suboficiais e tropa da Arma de Infantaria.

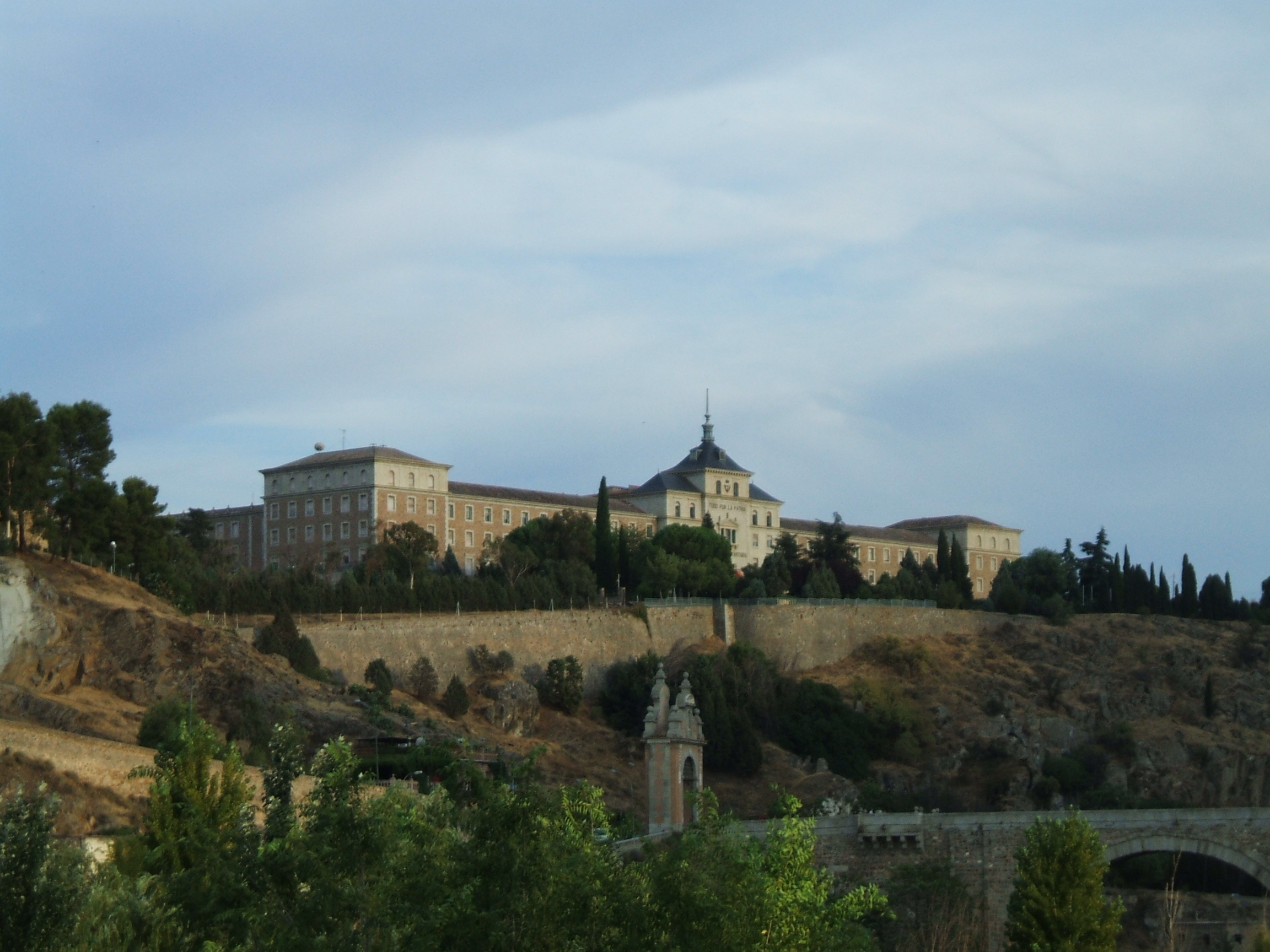
Academia de Infantaria de Toledo

A Academia foi criada com o nome de Colégio de Infantaria em Toledo, em 1850. Em 17 de outubro de 1875, depois de haver sido trasferida temporariamente a Madri, instalou-se no Alcázar de Toledo. Desapareceu em 1882, ao ser absorvida pela recém criada Academia Geral Militar, mas voltou a constituir-se como Academia de Infantaria quando a Academia Geral Militar foi dissolvida em 1893. 
Entre os alunos mais destacados da Academia de Infantaria durante os primeiros anos do século XX, etapa em que era coronel diretor José Villalba Riquelme, encontram-se os que seriam os máximos chefes militares dos exércitos que se enfrentaram na Guerra Civil Espanhola: Francisco Franco, Generalíssimo do Exército sublevado e Vicente Rojo Lluch, Chefe do Estado-Maior Central do Exército Popular da Segunda República Espanhola. 
Depois da recriação da Academia Geral Militar em 1927, a Academia de Infantaria se converte em Academia de Aplicação de Infantaria. Dissolvida a Academia Geral Militar, em 1931, a Academia de Infantaria se funde com as Academias de Cavalaria e de Intendência. Em outubro de 1939, terminada a Guerra Civil, a Direção Geral de Ensino Militar reestabelece as Academias especiais das Armas. O primeiro diretor na nova etapa seria o Coronel de Infantaria Santiago Amado Lóriga. 
Em 1974, a Academia se fundiu com a Escola de Aplicação e Tiro de Infantaria, que tinha sua sede em Madri, igual ao que fizeram as demais Academias das armas com as respectivas Escolas de Aplicação.
A sede histórica do Alcázar de Toledo já havia sofrido um incêndio em 1887 e ficou completamente destruída durante o Assédio do Alcázar na Guerra Civil.
Ao acabar a guerra, a Academia de Infantaria esteve instalada provisoriamente em Saragoça, no edifício da Academia Geral Militar, e em Guadalajara, na sede da Fundação de São Diego de Alcalá. A partir do curso 1948–1949 regressou a Toledo, a um edifício de nova construção, obra dos engenheiros militares Tenente Coronel Manuel Carrasco Cadenas, Tenente Coronel Arturo Ureña Escario e Tenente Coronel Julio Hernández García. O edifício, de estilo neorrenacentista, harmoniza bem com o Alcázar, estando situado justamente em frente a este.